# Vounoudougou dit Leberger
Vounoudougou dit Leberger est un artiste musicien originaire du nord Cameroun né dans un parc national qui s'exprime en Fulfulde, Mboum français et anglais. Il est rappeur, griot, auteur-compositeur, metteur en scène et danseur.

## Biographie

### Enfance et débuts
Vounoudougou dit Leberger passe son enfance dans les parcs nationaux de waza et de la bénoué, il est issu d'une famille de bergers. Adolescent, il s’installe à Ngaoundéré et découvre les musiques urbaines. En 2005, il crée avec des amis le groupe Inch Allah avec lequel il parcoure le septentrion du Cameroun. 
En 2012, il arrive à Douala et s'active sur la scène Hip-Hop où il participe à divers concours musicaux.

### Carrière
En 2014, Vounoudougou dit Leberger fait la première partie de la rappeuse Lady B à l'institut français du Cameroun à Douala. Puis au courant de l'année 2016, Leberger sort le maxi-single Le son du berger constitué de deux titres.
Fin 2016, il est le premier artiste camerounais sélectionné pour l'Afrique a un incroyable talent, et en 2017 il participe au concours de l'institut Goethe à Yaoundé. Il poursuit sa professionnalisation aux côtés de Arthie Le Créatif.
En 2018, en pleine préparation de son premier album, Vounoudougou dit Leberger doit prendre part au Marché des Arts et du Spectacle Africain (MASA), lors de sa dixième édition, décide d'annuler sa participation, pour se concentrer sur son album.
Octobre 2019, il sort son tout premier album live de douze titres. Invité pour la troisième édition du festival Koura Gosso en 2019, il y réside pendant plus d'un mois pour travailler sa prestation.
En 2023, Vounoudougou dit Leberger fait une collaboration avec Mimie, toujours en travaillant sur son album studio.

## Discographie

### Albums
- 2019 : Passe-moi le micoro[6] (album live)

### Singles
- 2016 : On est ensemble
- 2018 : Bouge la tête[7]
- 2020 : Mes Zélements[8]
- 2021 : Kass les reins[9]
- 2021 : Warriors

## Prix et récompenses
- 2012 : Challenge vacances Douala
- 2014 : 1er prix Cameroon Hip Hop Talent Search
- 2017 : Lauréat catégorie musique prix découverte de l'Institut Goethe Yaoundé[10]